# Cometes (djur)
Cometes är ett släkte av skalbaggar. Cometes ingår i familjen långhorningar. Det vetenskapliga namnet på släktet publicerades först år 1828. 

## Dottertaxa tillCometes, i alfabetisk ordning
- Cometes acutipennis
- Cometes amabilis
- Cometes amethystinus
- Cometes apicalis
- Cometes argodi
- Cometes bicolor
- Cometes biplagiatus
- Cometes birai
- Cometes carinatus
- Cometes columbianus
- Cometes cuneatus
- Cometes ericae
- Cometes eximius
- Cometes festivus
- Cometes flavipennis
- Cometes flavipes
- Cometes flavoviridis
- Cometes giesberti
- Cometes hilaris
- Cometes hirticornis
- Cometes hovorei
- Cometes humeralis
- Cometes laetificus
- Cometes lingafelteri
- Cometes marcelae
- Cometes mariahelenae
- Cometes mathani
- Cometes melzeri
- Cometes monnei
- Cometes morrisi
- Cometes nearnsi
- Cometes peruvianus
- Cometes pojuca
- Cometes pulcherrimus
- Cometes quadrimaculatus
- Cometes rileyi
- Cometes solangeae
- Cometes soledari
- Cometes solisi
- Cometes spinipennis
- Cometes thomasi
- Cometes tumidicollis
- Cometes turnbowi
- Cometes wappesi
- Cometes venustus
- Cometes violaceicollis
- Cometes zikani